# Santiago Gadea
Santiago Cristóbal Gadea Salado (Santo Domingo Soriano, 25 de julio de 1794 - Montevideo, 26 de septiembre de 1849) fue un militar de la independencia de Uruguay y uno de los Treinta y Tres Orientales. Hijo de Juan Antonio Gadea y Florencia Salado, pertenecía a una conocida familia de la villa de Santo Domingo Soriano. Como consta en el archivo Artigas de la Biblioteca Nacional, el 20 de julio de 1813 participó en la elección de Diputado por Santo Domingo Soriano, con ocasión de la celebración de la Asamblea General Constituyente iniciada en dicho año, coincidiendo en tal acto con el Capitán Gregorio Sanabria, quien integraría con Gadea la Cruzada Libertadora de los Treinta y Tres en 1825.
En el célebre cuadro "el Juramento de los Treinta y Tres Orientales" de Juan Manuel Blanes, el pintor de la patria situó a ambos Libertadores en el centro de la escena, y así, mientras Sanabria levanta el sable llevando la mano al pecho, Gadea mira al horizonte, extendiendo el brazo en señal de juramento.

## Biografía
Soldado y oficial de la época de Artigas, formaba parte de ejército provincial que el 26 de febrero de 1813 se incorporó al que sitiaba Montevideo. Consumada la conquista extranjera, pasó a vivir en Entre Ríos, regresando luego entre el grupo de los Treinta y Tres. Al desembarcar en la Agraciada el 19 de abril de 1825 a órdenes de Lavalleja tenía grado de teniente; el 1.º de junio se le promovió a capitán y poco después fue herido de cuidado en el sitio de la Colonia.
El 31 de marzo de 1826 lo nombraron Comandante del Puerto de las Vacas y en agosto de 1830 marchó destinado a la Comandancia General de Fronteras. La revolución lavallejista lo encontró en Melo, a órdenes de José Augusto Posolo, cuando el coronel argentino Olazábal, secuaz del caudillo insurreccionado, puso sitio a la población en febrero de 1833 y Gadea recibió un balazo en el combate.
Reformado por la ley de julio de 1835, no pertenecía al ejército cuando en plena revolución riverista, el gobierno de Manuel Oribe, necesitado de oficiales, lo reincorporó a los cuadros activos como sargento mayor graduado el 5 de mayo de 1837, destinándolo a la Comandancia de Guardias Nacionales de Maldonado. Tres meses solamente duró la nueva situación, pues por causas no establecidas todavía, después de permanecer encerrado en la Isla de Ratas, fue restituido en el mes de diciembre a su anterior situación de reforma.
Emigrado en Argentina después de la caída de Oribe, estuvo a órdenes del coronel Antonio Díaz que se titulaba, en Buenos Aires, Ministro de Guerra. Incorporado a la expedición que al mando del coronel Serrano desembarcó en Martín Chico en diciembre de 1842, para cooperar con la invasión de Oribe después de Arroyo Grande, Gadea apenas pudo tomar tierra cuando fue atacado y derrotado viéndose en el caso de refugiarse en la isla de Martín García retenida por los argentinos.
Vino a sumarse a los suyos a la hora del sitio de Montevideo, y prestó servicios en el campo oribista hasta su fallecimiento, ocurrido el 26 de septiembre de 1849. Desde el 1.º de agosto de 1830 figuraba incluido en la lista de los Treinta y Tres conforme a la ley de 14 de julio del mismo año. En una investigación realizada por Jacinto Carranza y publicada en el año 1946 con el 
título “¿Cuántos eran los Treinta y Tres?”, Santiago Gadea aparece en absolutamente todas las nóminas.